# 이규창 (독립운동가)
이규창(李圭昌, 1913년 3월 28일 ~ 2005년 8월 2일)은 일제강점기의 독립운동가이다. 아버지는 이회영이고 초명은 이규호(李圭虎)이다. 이항복의 11대 후손이다. 1968년 건국훈장 국민장을 받았다.

## 독립 운동
1930년대에 상해에서 화랑청년단에 가입하였고 1933년 2월에는 남화한인청년동맹에 가입하였고 정화암과 함께 활동하였다. 1933년 3월에는 흑색공포단을 조직하고 아리요시를 암살할 계획을 세웠다. 1935년 이용로를 사살하는데 성공하였다. 1968년 건국훈장 국민장을 받았다.

## 가족
- 아버지: 이회영(李會榮)
- 어머니: 이은숙(李恩淑)
  - 처 : 정문경(鄭文卿, 1922 - 2010)
    - 딸 : 이종희(李鍾喜)
    - 아들 : 이종광(李鍾光, 1950 - )
    - 아들 : 이종철(李鍾喆, 1954 - )
    - 딸 : 이황연(李晃沇, 1958 - )

## 같이 보기
- 남화한인연맹
- 이회영
- 이관직
- 백정기
- 정화암
- 유자명
- 김진익
- 이시영
- 백정기
- 김두봉
- 김원봉